# مرض الشريان المحيطي
مرض الشريان المحيطي (باد)(peripheral artery disease (PAD).هو شكل من أشكال تصلب الشرايين (atherosclerosis). يبدأ المرض في الظهور عندما ينتقل الكولسترول منخفض الكثافة LDL (الضار) من الدم ليستقر على جدران الشرايين. وتتظرر الشرايين، وينتج عنه ارتفاع ضغط الدم. المدخنيين والمصابون بداء السكري، معرضون أكثر من غيرهم لخطر الإصابة بهذا المرض، والتوعية والنظام الغذائي مهم جدا في الوقاية من المرض.ففي الاحصايات الغربية الاخير تم الكشف عن حوالي ما بين 500 إلى 1000 اصابة من كل مليون شخص سنويا يعانون من امراض انسداد الاوعية الدموية في كل عام.اما بالنسبة للدول النامية فبلغ معدل الصابة حسب تقارير الصحة العالمية إلى حوالي 40,000 اصابة كانت اسبب هذه الاصابات الأولى هو انسداد الاوعية الدموية.وتم بتر اصبع الاقدام لنسبة عالية منهم بلغت 10% من الاصابات.يعتبر مرض الشرايين المحيطية مثله مثل النوبة القلبية والسكتة الدماغية.
ويشيع مرض الشرايين المحيطية في الأرجل أكثر من أي جزء آخر من الجسم. وأكثر المواقع التي يتكرر حدوث المرض فيها هي الشريان الأورطي (نحو 30 في المائة)، وشرايين الفخذ وباطن الركبة (80 في المائة) وشريان الظنوب أو عظم الساق الأكب (40 في المائة) ولأن الانسدادات يمكن أن تحدث في عدة شرايين لدى الرجال فإن مجموع هذه النسب يتجاوز 100 في المائة.

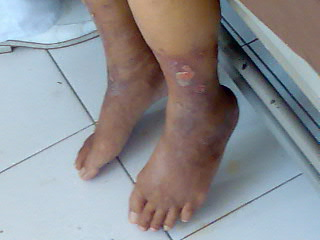
صورة توضح انتشار مرض الشريان المحيطي باد في الساقين

## الاعراض
قد لا تظهر أي اعراض لنصف الاشخاص المصابين بمرض الشريان المحيطي (باد).وفي النصف الآخر من المصابين بهذا المرض تظهر اعراض مثل الام الساقين والتي تكون بشكل متقطع (أي الالم ياتي ويزول بشكل متواتر) وتحدث هذه اثناء المشي مما يجعل المصاب يعرج.اما في الحالات المتقدمة لهذا المرض قد تظهر اعراض الام الساق (الالم الساقي) عند الاستراحة.تكون خطورة لاصابة بامراض الشرايين وانسدادها حسب المنطقة المتعرضة للانسداد فمثلا إذا كانت الإصابة موجودة في عضلات الجزء الخلفي من الساق أي اسفل الركبة، يختفي الالم مباشرة بمجرد أخذ قسط من الراحة.اما في الحالات المزمنة يظهر الالم عند الاستراحة إذا تكون الاوعية المتقدمة مسدودة بشكل عالي المستوى، وتؤثر الالم في هذه الحالة على القدمين وتعتبر هذه المرحلة المتقدمة من الامراض الخطيرة بصورة عامة حيث يتصاعد الالم اثناء النوم وخاصة إذا ما نام المريض على ضهره.ومن أهم الاعراض لمرض الرايين المحيطي
- تخدر في الساقين.
- الإحساس بالبرودة في الساقين والقدمين
- الضمور والضعف في عضلات الساق (من ناحية انخفاض القوة والقطر للعضلة)
- حدوث تغيرات في القدمين حيث يشحب لون القدمين عند رفعهما للاعلى ويتحول إلى ارجواني عند انخفاضهما وذلك بسب
- تغلظ اظافر القدم.
- تساقط الشعر في القدم وخاصة من جهة ظهر القدم.

اما في الحالات المتقدمة من انسداد الاوعية الدموية.تنشاء جروح مفتوحة (تقرح) تكون بداية نشرها من اصابع القدم وقد تسبب الغرغرينة في الاقدام والساقين.
ويؤدي تراكم الكولسترول إلى حدوث الالتهابات، التي تزيد من الضرر. وإن لم تتم عملية علاجية فورية لدرء هذا التراكم فإنه سيقود إلى بناء ترسبات تقود بدورها إلى تضيق الشرايين وانسدادها.
يندر حدوث مرض الشرايين المحيطية لدى الشباب، إلا أنه يشيع لدى كبار السن.
وبما أن هذا المرض هو شكل من أشكال تصلب الشرايين، فإن غالبية عوامل الخطر المسببة لأمراض القلب تزيد أيضا من احتمالات الإصابة به. إلا أن هناك بعض الفروقات، فعلى وجه الخصوص يؤثر نوع العرق البشري، وأمراض الكلى المزمنة، على زيادة حدوث مرض الشرايين المحيطية أكثر، مقارنة بحدوث أمراض القلب ومشاكله.
- يطلق على الأعراض المبكرة والأكثر شيوعا لمرض الشرايين المحيطية اسم «العرج المتقطع» intermittent) (claudication. ويعاني المصابون به عادة من ألم عضلي ناجم عن تقلص في العضلات، إلا أن أعراض هذا المرض قد تظهر على شكل تنميل، وخز، وهن أو إجهاد. ومهما كان شكل الأعراض فإن العرج يظهر عندما لا تتمكن العضلات من التزود بما يكفيها منالأكسجين.

ويظهر العرج أثناء إجراء التمارين، ويذهب بعد دقائق من الراحة. والأشخاص المصابون بانسدادات خفيفة يمكنهم المشي لمسافات طويلة قبل أن تظهر الأعراض، إلا أن المصابين بحالات شديدة من مرض الشرايين المحيطية قد يعانون من الألم بعد المشي لعدة أمتار فقط. ويعتمد موقع الألم على موقع الانسدادات.
كما يعتبر ضعف انتصاب العضو الذكري لدى الرجال المصابين بمرض الشريان الأورطي - الحرقفي (aorta-iliac disease)، من أعراض مرض الشرايين المحيطية. إلا أن أكثر الأعراض أهمية هي الأعراض التي تظهر أثناء الراحة. وهي تظهر عندما تكون الانسدادات شديدة جدا بحيث لا تستطيع العضلات، أثناء ارتخائها، الحصول على كميات كافية من الأكسجين. وأكثر هذه الأعراض شيوعا هي آلام القدم. وفي البداية تكون الآلام متعبة جدا عندما تكون الرجل مرفوعة، خصوصا عند الاستلقاء على الظهر. ولكن، إذا كان المرض في مرحلة متطورة جدافإن الألم سيكون مزمنا وبشكل متواصل ولن تؤثر الراحة أو المشي من التخفيف منه. كما قد تظهر لدى بعض الحالات تقرحات أو مشكلات جلدية أخرى في القدم والرجل.
يعتبرأخطر الأعراض في مرض الشريان المحيطي هي «نقص التروية الطرفي الخطير»(critical limb ischemia). والإسكيميا (ischemia)، أو نقص التروية، تتمثل في حدوث أضرار في الأنسجة بسبب انعدام وصول الدم والأكسجين. وفي حالات مرض الشرايين المحيطية فإن هذه الأعراض يمكنها أن تظهر نتيجة انسداد في شريان متضيق.وإذا لم يتم معالجة هذه الحالة فورا فقد تسبب حدوث غرغرينا مما يؤدي إلى بتر الاطراف واحيانا إلى الوفاة.

## اعراض امراض مشابهة
رغم أن مرض الشرايين المحيطية هو الأكثر شيوعا من سواه من الأمراض التي تسبب ألم الساق أثناء التمارين، فإن اضطرابات أخرى تسبب أعراضا مشابهة. وفي الواقع فإن تضيق العمود الفقري (spinal stenosis)هو أقرب الحالات التي تتشابه في أعراضها مع هذا المرض، إذ إنها قريبة جدا بحيث يطلق على الألم مصطلح «العرج الكاذب» (pseudoclaudication).وينجم تضيق العمود الفقري عن تضيق في قناة العمود الفقري السفلي، الأمر الذي يؤدي إلى الضغط على أعصاب الأرجل. وفي العادة فإنه ينتج عن «التهاب المفاصل التنكسي» (degenerative arthritis) وهو شائع في نفس الفئة العمرية لكبار السن المهددين بمرض الشرايين المحيطية.ولكن بمقدور الأطباء التمييز بينهما بواسطة التعرف على نبضات الأرجل (وهي نبضات مضمحلة في حالة مرض الشرايين المحيطية) وكذلك بواسطة الأفعال اللاإرادية (التي تقل بعد المشي في حالة تضيق العمود الفقري).
كما أن حالات مرضية لا تمت بصلة إلى أمراض الأوعية الدموية مثل التهاب المفاصل العظمي(osteoarthriti) يمكنها التسبب في حدوث آلام في الرجل تزداد مع النشاط البدني.

## الاسباب
اسباب خطر الإصابة بمرض الشرايين المحيطية، اهمها:
- التدخين.
- السكري.
- ارتفاع ضغط الدم.
- مستويات غير طبيعية من الكولسترول.
- تقدم العمر.
- السمنة.
- العرق الأميركي - الأفريقي
- أمراض الكلى المزمنة.
- قابلية الجسم الكبيرة لتكوين خثرات دموية.
- زيادة مستوى الهوموسيستين (وهو حامض أميني في الدم)
- نقص في فيتامين «دي».
- نقص التيستوستيرون.

## التشخيص
يتم تشخيص مرض الرايين المحيطي (باد) من خلال فحص النبض في الاذرع والساقيين وفحص الدم ].ويستعمل عادة للتشخيص اختبارات بصرية منها:
1-اختبار دوبلر بالموجات الصوتية(المؤشر الكاحلي - العضدي)(ankle-brachial index (ABI) (الكاحل - الذراع) هو اختبار لرصد مرض الشرايين المحيطية، يقدم تقييما حول شدة وقوة الشريان.في هذا الاختبار يتم قياس ضغط الدم الانقباضي في الكاحل والذراع. ولحساب المؤشر تقسم قيمة ضغط الدم في الكاحل على قيمته في العضد. وكلما كان المؤشر أقل كلما كان مرض الشرايين المحيطية أشد. ولا توجد حالة مرضية لدى الإنسان إذا كانت قيمة المؤشر تبلغ 0.90 فأكثر. وللقيم بين 0.60 و0.89 تكون حالة الإصابة بالمرض خفيفة، وبين 0.40 و0.59 تكون الحالة معتدلة، ولقيم المؤشر 0.39 وأقل تكون الحالة شديدة.
2-اختبار دوبلر بالموجات الصوتية المزدوجة.الذي يمكن إجراؤه أثناء الراحة، أو بعد التمارين الرياضية. ويحدد هذا الفحص غير التدخلي الخالي من المخاطر، موقع الانسدادات، ويتعرف على مدى تضيق الشريان. وعموما فإن التضيق بمقدار 50 في المائة سيؤدي إلى ظهور أعراض المرض.
3-تصوير الاوعية المقطعية من خلال الحاسوب الالي.
4-تصوير بالاشعة السينية من خلال الرنين المغناطيسي.الكثير من المراكز الصحية تعتمد حاليا على التصوير بالرنين المغناطيسي، أو التصوير المقطعي الطبقي من دون زرق الحقن.
.5- تصوير عادي بواسطة الاشعة السينية.المرضى الذين يخضعون لعمليات جراحية فهم بحاجة إلى تصوير دقيق للشرايين المتضيقة. وحتى وقت قريب كان هذا التصوير بتم بصورة تدخلية تتطلب الحقن بصبغة لإظهار التضيقات بعد تسليط الأشعة السينية (أشعة إكس).
ولتشخيص احتمال الإصابة بمرض الشرايين المحيطية، يفحص الطبيب نبضات المريض. ورغم أن عضلات الرجل تغطي الشرايين فإن الطبيب يستطيع رصد النبضات في أعلى القدم، وفي الكاحل، وخلف الركبة، وفي منطقة تلاقي الفخذين. ومن المهم أن يفحص الطبيب النبضات في كلا الرجلين، وأن يفحص مناطق الجلد. وفي حالة مرض الشرايين المحيطية فإن الجلد لا يستلم ما يكفيه من الدم المشبع بالأكسجين. ومع الزمن فإن الجلد يصبح باردا ورقيقا ولامعا، فيما يضمحل نمو الشعر. كما سيكون على المصاب أن يخضع لفحص للدم لتحديد مستوى الكولسترول وسكر الدم ووظائف الكلى.

## العلاج
يوجد طرق كثيرة للعلاج.إذا كان المرض في مراحله الأولى يتم العلاج بالادوية المميعة للدم أو حتى بممارسة الرياضة.اما إذا كان المرض متقدم قد يتم احيانا اللجؤ إلى عمل جراحي.ومن طرق العلاج هي:
- تغير نمط الحياة: كل مصاب بمرض الشرايين المحيطية، عليه التكيف مع نمط حياة جديد يتمكن بواسطته مكافحة تصلب الشرايين. وفي ما يلي بعض جوانب نمط الحياة هذا:
- تجنب التدخين، وإذا كان المريض من المدخنين عليه التوقف فوراعن التدخين.
- اتباع نظام غذائي سليم وصحيح: مثلا التقليل من الدهون المشبعة (الموجودة في اللحوم الحمراء ومشتقات الألبان كاملة الدسم) للتقليل من الكلسترول، والدهون المتحولة (المرغرين والزيوت المهدرجة، الطعام المقلي، الوجبات الخفيفة وبعض المنتجات الغذائية السريعة). تناول الكثير من الحبوب الكاملة والخضراوات والفواكه والسمك. التقليل الصوديوم (الملح), تجنب المأكولات السريعة والأغذية الجاهزة والشوربة والصلصة المعلبتين.واتباع حمية سليمة مع مراجعة الطبيب لتخفيف الوزن.
- التمارين الرياضية: ان القيام بالتمارين الرياضية مهم جدا فهي تساعد العضلات على استخدام واستهلاك الاوكسجين بشكل مؤثر وكذلك تعمل على زيادة تسريع دوران الدم في الساقين وارتفاع ضغط الدم والتوتر. إلا أن المشي قد يحفز على ظهور الألم لدى المصابين بمرض الشرايين المحيطية، ولذا فإن الطبيب سيصف شكل التمارين الرياضية وتمارين المشي المطلوبة.

2- القسطرة: بعض المصابين بحالات معتدلة إلى شديدة من مرض الشرايين المحيطية ربما يكونون بحاجة إلى علاج لإعادة تدفق الدم إلى أرجلهم. وفي بعض الأحيان يقوم الأطباء بذلك بإدخال قسطرة داخل الشريان المسدود، ثم ينفخون بالونا داخله لفتح منطقة الانسداد ثم يضعون دعامة (حصيرة) معدنية لإبقاء الشريان مفتوحا. وإن لم تنجح هذه العملية التي تسمى عملية إزالة تضيق الشريان، فإن الأطباء يلجأون إلى صنع مجاز مواز للشريان المسدود، وذلك بعد استخلاص جزء من وريد من المريض أو توظيف وعاء صناعي لعمل هذا المجاز، بحيث يتدفق الدم فيه بدلا من الوعاء المسدود.
3-الادوية: يوصف أحيانا دواء «سيلوستازول» cilostazol (بليتال Pletal) الذي يبدو أكثر فاعلية من الدواء القديم الذي كان يستخدم وهو «بنتوكسيفلين» pentoxifylline («ترينتال Trental، بنتوكسيل Pentoxil، بنتوباك Pentopak). يستفيد نصف المصابين بمرض الشرايين المحيطية من الأدوية المضادة لتخثر الدم. ويوصي العديد من الأطباء بتناول الأسبرين من الجرعات الصغيرة يوميا، أو دواء «كلوبيدوغريل» clopidogrel (بلافيكس Plavix) الموصوف طبيا كبديل لأولئك الذين لا يمكنهم تناول الأسبرين.

## الوقاية
للوقاية من اللاصابة بمرض الشريان المحيطي (باد), يجب ان يكون التوازن موجود في مكونات الدم والشريان مثل:
- مستوى الكولسترول منخفض الكثافة (LDL) يجب ألا يزيد عن 70 ملغم لكل ديسيلتر، أو أقل من 70 ملغم/دل للمصابين بحالات شديدة من المرض. ويستفيد غالبية المرضى من أدوية الستاتين لتحقيق هذه الأهداف. وفي الواقع فقد أفادت إحدى الدراسات بأن العلاج بالستاتين يقلل من خطر النوبة القلبية والسكتة الدماغية لدى المصابين بمرض الشرايين المحيطية.
- ضغط الدم الطبيعي يجب أن يكون 130/80 ملم زئبق أو أقل. إلا أنه - ولأكثر الناس - فإن قيمة 140/90 ملم زئبق هي الهدف. ومع ذلك فالقيمة الأولى الأقل هي الهدف للمصابين بمرض الشرايين المحيطية، مثلهم مثل المصابين بالسكري، والمصابين بأمراض الكلى، وأمراض القلب. والعديد من الأدوية مفيدة هنا، ومنها مثبطات الإنزيم المحول للأنجيوتنسين ACE inhibitor التي تزيد من طول مسافة المشي لدى المصابين بمرض الشرايين المحيطية.
- إن كان المريض مصاب بداء السكري، فإن مستوى HbA1C يجب أن يكون 7 في المائة أو أقل.

## وصلات خارجية
what.html "Peripheral Arterial Disease" at the National Heart, Lung and Blood Institute
http://www.nhlbi.nih.gov/health/health-topics/topics/pad/
http://www.mayoclinic.com/health/peripheral-arterial-disease/DS00537